# Emilio Casalini (giornalista)
Emilio Casalini (Padova, 31 agosto 1969) è un giornalista, conduttore televisivo e scrittore italiano.
E' un Narratore della Bellezza, intesa come l'immenso patrimonio materiale e immateriale che caratterizza l'Italia e degli strumenti che ne valorizzano il territorio e le comunità che lo abitano. Per molti anni è stato un giornalista d'inchiesta lavorando a programmi come Report di cui è stato inviato e con cui ha vinto il Premio Ilaria Alpi. Dal 2020 è ideatore, autore e conduttore del programma di RAI3 "GenerAzione Bellezza", attraverso cui racconta i migliori esempi del nostro Paese a cui ognuno si può ispirare per trasformare quello che lo circonda in "Economia della Bellezza

## Biografia
Si laurea in Scienze politiche a indirizzo internazionale presso l'Università di Padova nel 1997.
La sua esperienza come giornalista inizia nel 1993 quando, al seguito dell'iniziativa pacifista "Mir Sada", vive per sei mesi nell'assedio di Sarajevo come inviato dell'emittente televisiva padovana TeleChiara.

Nel 1997 si trasferisce a Roma dove inizia la carriera di fotoreporter, collaborando nei successivi quattro anni, con l'agenzia internazionale AFP, con i settimanali Sette, Io Donna, Avvenimenti, Il Borghese, Expresso ed i quotidiani il manifesto, Il Gazzettino e l'Unità realizzando servizi e reportages internazionali tra cui la guerra in Cambogia tra esercito regolare e Khmer Rouge.
Nel frattempo prende in mano la telecamera e collabora, come corrispondente da Roma, con l'emittente Match Music TV, realizza servizi di approfondimento per Tele+, una serie di documentari da Lituania, Lettonia ed Estonia per Telemontecarlo ed è co-regista dell'inchiesta Invisibili siete voi sul lavoro minorile in Italia.
Nel 1999 realizza per il canale Rai News, come uno dei primi freelance, servizi televisivi dai campi profughi in Albania e nel Kosovo liberato dalle truppe NATO, documentando i massacri perpetrati sui civili dall'esercito serbo.
Nel 2001 entra a Rai 3 come redattore e inviato della trasmissione di geopolitica internazionale Dagli Appennini alle Ande realizzando reportages dalla Georgia, Russia, Francia, Inghilterra.
Nel 2002 è inviato della trasmissione C'era una Volta firmando una serie di reportages sulla guerra in Repubblica del Congo, gli sfruttamenti petroliferi della Guinea Equatoriale, la guerra civile per il controllo del cacao in Costa d'Avorio e sulla diversità culturale del Senegal.
Per il programma Euromed Heritage dell'Unione Europea realizza una serie di documentari sulla condizione della donna e del patrimonio culturale in Algeria, Egitto, Malta.
Nel 2004 entra a Rai Educational, come inviato del programma Un Mondo a Colori, condotto da Valeria Coiante, trasmissione legata ai temi dell'immigrazione e dei cittadini stranieri. Vi realizza inchieste in Italia in particolare sul mondo dei Rom e speciali sul multiculturalismo in Inghilterra, sul problema dell'islam in Tunisia, Francia e Paesi Bassi, sul tema dell'immigrazione clandestina (La Frontera) in Spagna, Marocco, Algeria, Grecia, sulla rinascita della Romania, sulla modernizzazione della Giordania.
Nel 2007 la trasmissione cambia nome in Crash e ne diventa uno degli autori, realizzando una serie di inchieste sul caporalato in Puglia tra cui il documentario l'Ingegnere e il Caporale, il racconto della ribellione pacifica degli immigrati sfruttati guidata da Yvan Sagnet, vincitore del premio Giornalisti del Mediterraneo.
Nel 2009 realizza il documentario Iran About, entrando in Iran, durante il periodo della rivolta giovanile denominata Movimento Verde. Nel 2013 il documentario sulla divisione dell'isola di Cipro e della sua capitale, Nicosia, attraverso l'esperienza di un uomo che, dopo 40 anni, varca il confine per tornare alla casa e alla terra che aveva lasciato in poche ore e non aveva mia rivisto pur restando nella stessa isola.
Nel 2010 torna a Rai 3, entrando a far parte del gruppo di giornalisti di Report dove realizza inchieste su temi legati al demanio marittimo, all'ambiente, agli scandali delle Regioni e del tessile. Nel 2011, per la trasmissione di Milena Gabanelli è uno dei primi giornalisti al mondo ad arrivare nelle valli intorno al reattore di Fukushima. Nel 2012 segue i traffici di rifiuti tossici che escono dall'Italia, arrivano in Cina, vengono lavorati e tornano al Paese di partenza sotto forma di giocattoli. Con l'inchiesta Spazzatour, sempre nel 2012, vince il Premio Ilaria Alpi 
Dal 2011 al 2017 collabora con il Corriere della Sera.
Nel 2014 cambia radicalmente la sua vita lasciando il mondo delle inchieste e dedicandosi al tema della valorizzazione e della narrazione della Bellezza che caratterizza l'Italia in ogni suo angolo e nelle comunità di abitanti che lo popolano. Pubblica con Sperling & Kupfer l'ebook Fondata sulla bellezza, un'analisi sui tanti motivi per cui non riusciamo a trasformare la ricchezza di cui siamo circondati in un motore davvero performante del nostro Paese.
Partendo da questo testo nel 2015 è ideatore e conduttore assieme a Costantino D'Orazio della trasmissione radiofonica di Rai Radio 2 Bella davvero, un viaggio guidato dalle emozioni alla scoperta dei luoghi meno conosciuti ma di grandissimo valore dell'Italia.
Nel 2016 fonda la casa editrice Spino Editore con cui esce il libro Rifondata sulla bellezza, naturale evoluzione del precedente testo, ma maggiormente incentrato sulle risposte, sugli esempi positivi e replicabili che valorizzano quello che siamo: patrimonio e persone. Imparando anche a raccontarlo nel migliore dei modi: narrazione come percorso identitario di un'intera nazione per creare consapevolezza, lavoro, cura, felicità: un'economia della bellezza. .
Nel 2020 il libro diventa anche un programma di Rai3 di cui è ideatore, autore e conduttore: GenerAzione Bellezza. Un programma, scritto assieme al regista Davide Rinaldi e giunto alla quarta edizione, pensato per raccontare le sfide vincenti di chi ha creduto in un sogno ed è riuscito a realizzarlo, valorizzando il patrimonio materiale e immateriale che ha ereditato, creando benessere per sè stesso e per la comunità che lo circonda, generando processi virtuosi per realizzare le proprie aspirazioni.   
Nel 2024 conduce un nuovo programma per la Rai dal titolo Opera Verde, scritto con Alessandra Macchitella, in cui si mostrano esempi di progettazione forestale che aiutano a combattere i grandi problemi del cambiamento climatico.

## Riconoscimenti
- nel 2016-2017 il libro "Rifondata sulla bellezza" vince: Premio Internazionale città di Como,[10] Premio Internazionale Città di Capalbio, Premio Thesaurus, Premio Pegasus Cattolica, Premio Casentino
- nel 2010 vince il Premio Giornalistico Enzo Baldoni con "Iran About"[11][2][12]
- nel 2012 vince il Premio Giornalistico Televisivo Ilaria Alpi, sezione miglior reportage breve con "Spazzatour"[2]
- nel 2012 vince il Premio Giornalisti del Mediterraneo, sezione Solidarietà ed Accoglienza con "l'Ingegnere ed il Caporale"
- nel 2012 menzione speciale all'Ecologico International Film Festival per "Spazzatour"
- nel 2012 menzione speciale della giuria all'European Environment Festival (Bulgaria) per "Spazzatour"
- nel 2013 vince la 19 edizione di Visioni Italiane, Concorso Nazionale per corto e mediometraggi, nella sezione "Visione Ambientali" con "Spazzatour"
- il documentario "Iran About" https://vimeo.com/17832440 è stato selezionato come finalista nei seguenti concorsi competitivi: Grand Prix International du Documentaire d'Auteur (Montecarlo), Prix Europa (Berlino), FIPA (Biarritz), Festival International du Film des Droits de l'Homme (Parigi), International Human Right Documentary Film Festival (Glasgow), Middle East: What Cinema Can Do (Parigi), International TV Festival Bar (Montenegro), Journées Cinématographiques Dionysiennes (Parigi), Arcipelago Film Festival (Roma), Terra di Tutti Film Festival (Bologna), FIDRA (Genova), Festival Corto d'Autore (Gaeta)